# Élections municipales de 2001 à New York
Les élections municipales de 2001 à New York se sont tenues le 6 novembre 2001 afin d'élire le maire de la ville et les conseillers municipaux. Le maire sortant, Rudy Giuliani ne peut se représenter. Effectivement, la loi lui interdit de se représenter après 2 mandats. 
Les républicains conservent la mairie avec Michael Bloomberg. 